# Tetrapterys phlomoides
Tetrapterys phlomoides là một loài thực vật có hoa trong họ Malpighiaceae. Loài này được (Spreng.) Nied. miêu tả khoa học đầu tiên năm 1928.

## Hình ảnh

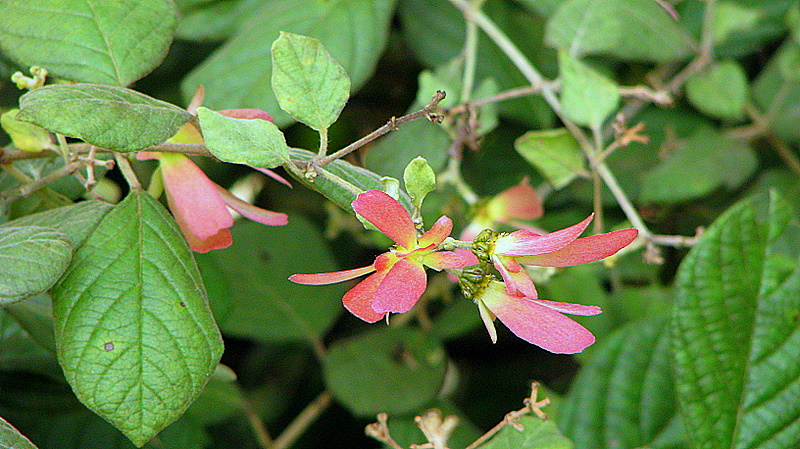
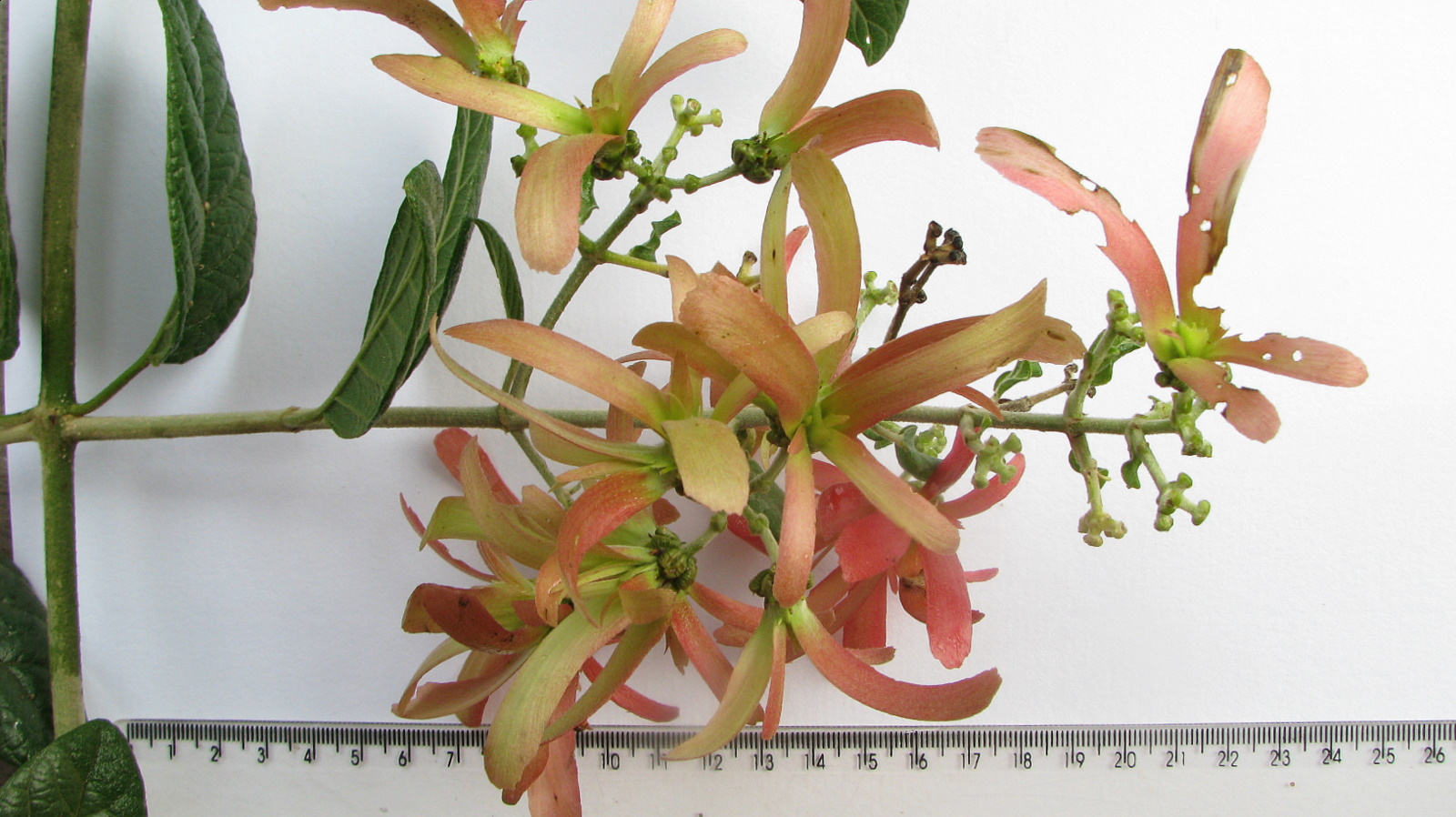
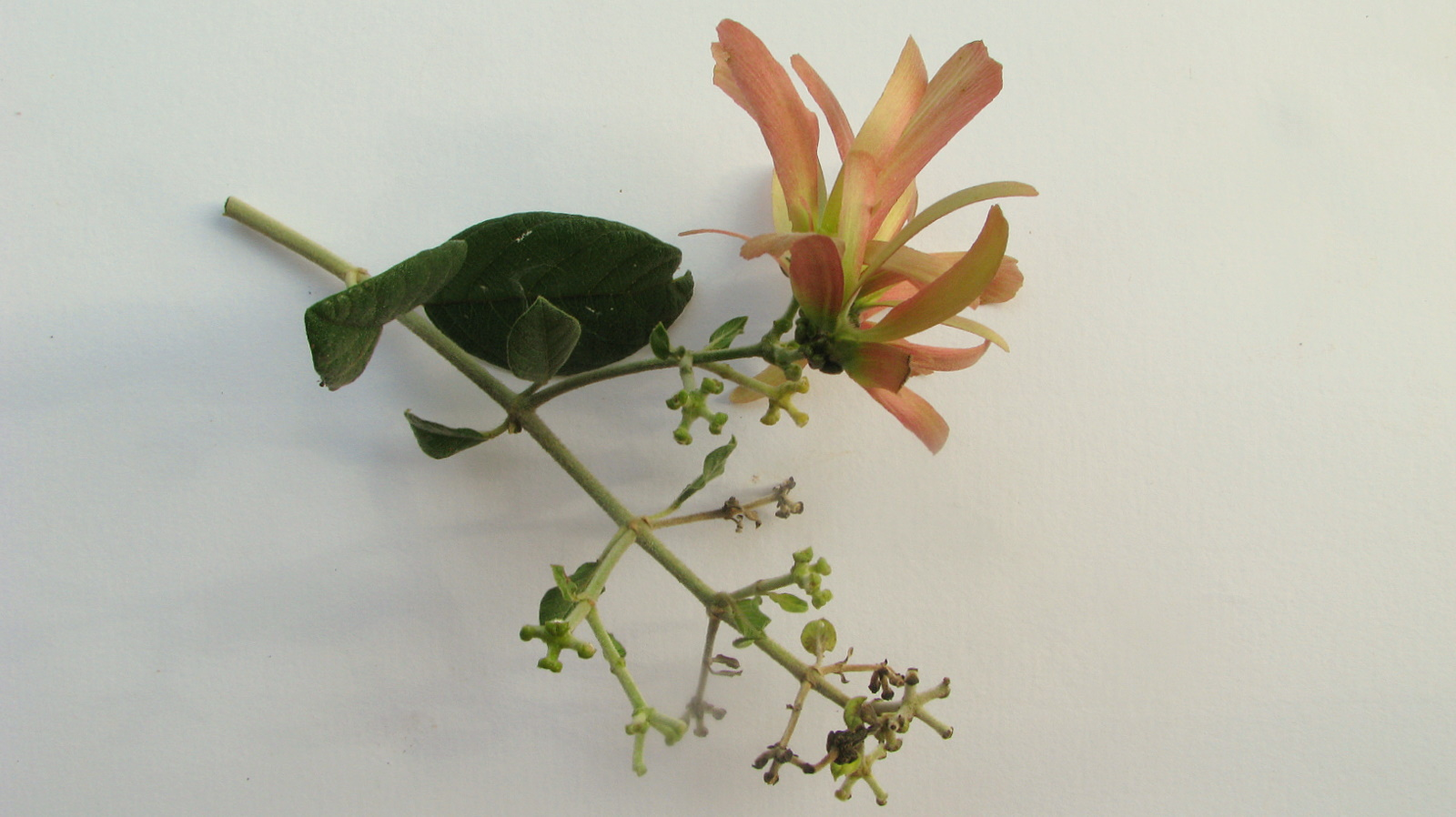
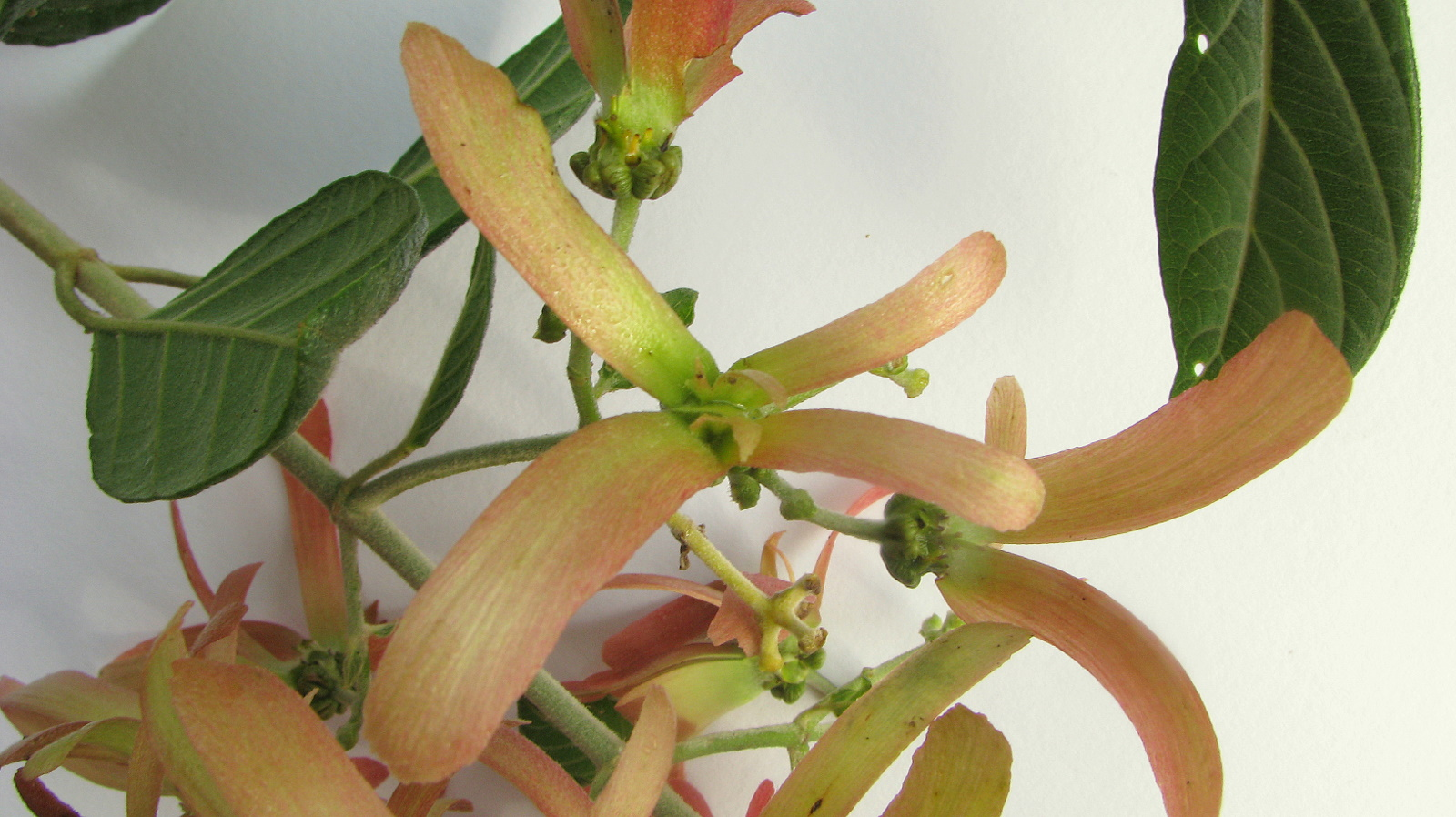